# Coulsonita
La coulsonita és un mineral de la classe dels òxids, que pertany al grup de l'espinel·la. Inicialment va ser descrita a partir de material trobat a Bihar, Índia, l'any 1936, rebent el nom de vanadomagnetita. L'any següent va ser reanomenada amb el nom actual, en honor del Dr. Arthur Lennox Coulson, basant-se en els espècimens de Nevada.

## Característiques
La coulsonita és un òxid de fórmula química Fe2+V₂3+O₄. Cristal·litza en el sistema cúbic. Es troba en forma de cristalls subèdrics, de menys d'1 mil·límetre; i com exsolucions lamel·lars al llarg de {111} en magnetita. La seva duresa a l'escala de Mohs es troba entre 4,5 i 5.
Segons la classificació de Nickel-Strunz, la coulsonita pertany a «04.BB: Òxids amb proporció Metall:Oxigen = 3:4 i similars, amb només cations de mida mitja» juntament amb els següents minerals: cromita, cocromita, cuprospinel·la, filipstadita, franklinita, gahnita, galaxita, hercynita, jacobsita, manganocromita, magnesiocoulsonita, magnesiocromita, magnesioferrita, magnetita, nicromita, qandilita, espinel·la, trevorita, ulvöspinel·la, vuorelainenita, zincocromita, hausmannita, hetaerolita, hidrohetaerolita, iwakiïta, maghemita, titanomaghemita, tegengrenita i xieïta.

## Formació i jaciments
Es troba en filons de magnetita, amb minerals silicats, tallant andesita metamòrfica. Sol trobar-se associada a altres minerals com: magnetita, escapolita, apatita, titanita, clorita, hornblenda i moscovita. Va ser descoberta l'any 1962 a la mina de ferro de Buena Vista, al comtat de Churchill, Nevada (Estats Units). Als territoris de parla catalana ha estat descrita només a Vimbodí i Poblet (Conca de Barberà).